# 库玛丽

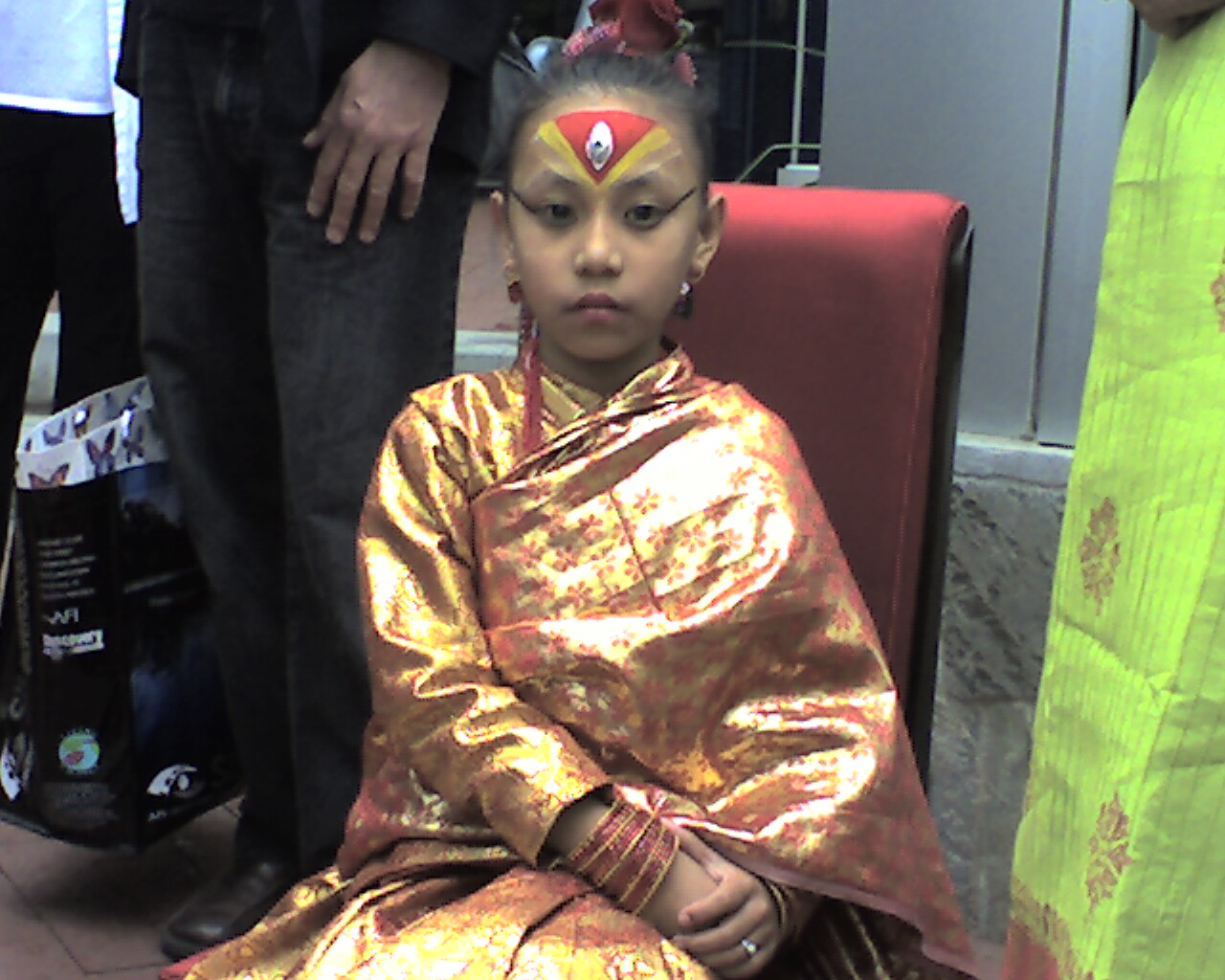
巴克塔普爾（巴德崗）的庫瑪麗，Andy Carvin攝於2007年

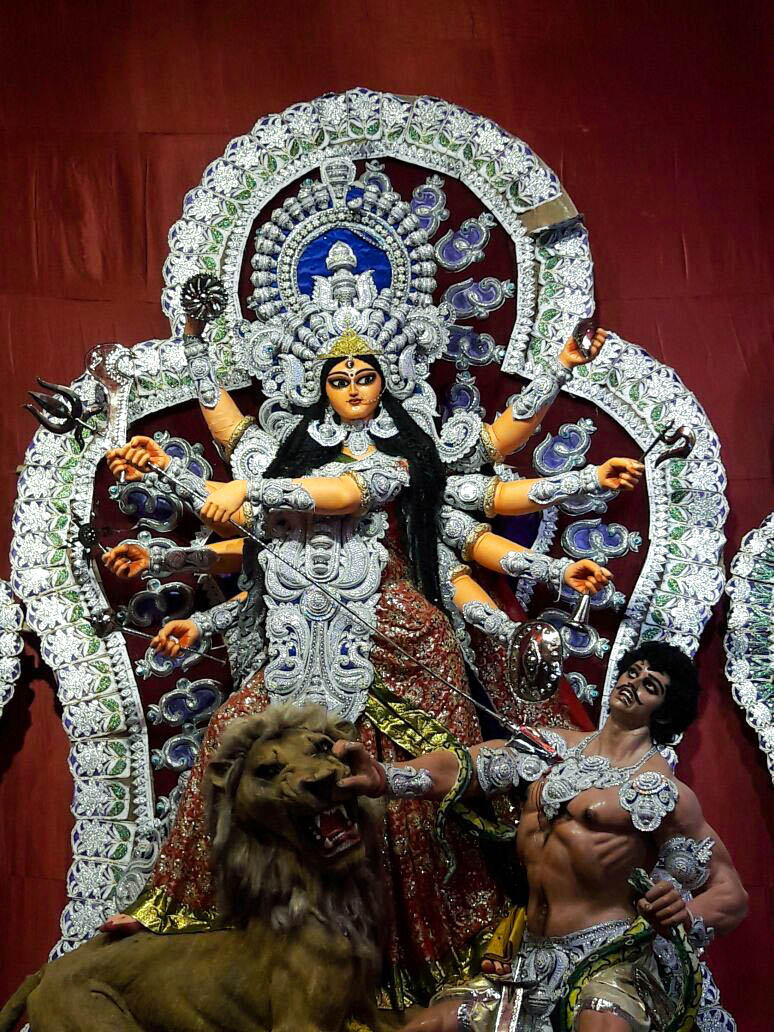
難近母

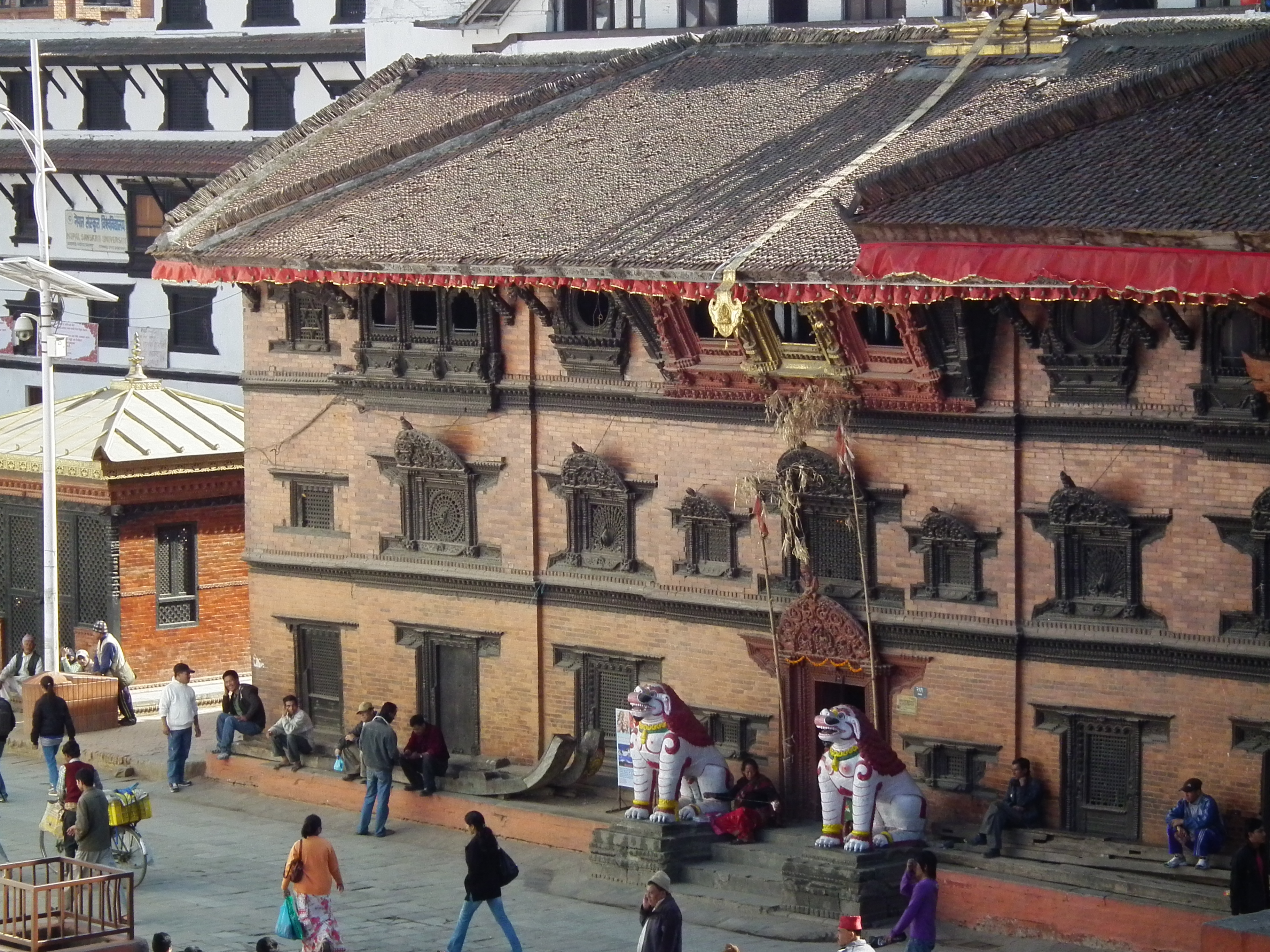
庫瑪麗的大廈在加德滿都

庫瑪麗（Kumari），尼泊爾的「活女神」，由初潮前的處女擔任，被視為守護皇家的女神塔蕾珠的化身。這個風俗起源於17世紀。現在除首都加德滿都外，幾個大城市都有當地的庫瑪麗女神。

## 起源
尼泊爾王室以塔蕾珠女神為保護神。她是一位與印度教難近母(即杜爾迦)相似的女神。在梵語、尼泊爾語和其他印度語言中，庫瑪麗意即「處女」，也是杜爾迦作為幼女形態的稱謂。
傳說尼泊爾馬拉王朝（約12至17世紀）的末代國王Jayaprakash Malla常常與塔蕾珠女神玩擲骰子遊戲。女神告誡說不能讓其他凡人看到自己的身影，可是有一天王后卻尾從國王走進了宮室。女神大怒而去，降諭說不再現身保護國王和國家。經過國王的哀求，女神鬆口說自己會附身到尼瓦爾人釋迦族女孩的身上。從此每任國王都會尋找合資格的女童並尊其為庫瑪麗女神。
由於女神化身為紅色蟒蛇，如果婦女夢見紅色蟒蛇也會被視為其將會孕育庫瑪麗。

## 資格
庫瑪麗的選擇標準很嚴格。其中幾條是：
- 3歲到7歲的處女
- 不能流過血，從未生病。
- 出身釋迦族金匠種姓。
- 出生時的星象吉祥，有利於國王的星象。
- 不能有斑點胎記。
- 牙齒整齊、無缺少。
- 身體要符合32種優美的特徵（如：頸項如海螺殼光滑，睫毛如母牛濃密，腿如小鹿健美，前胸像獅子，聲音如鴨子響亮）。

選出的女孩將會接受各種試煉，以篩選決定出誰才是庫瑪麗。其中一個試煉是，在房間的地板上放置著水牛的頭（象徵被女神殺死的妖魔）以及灑上牛血，把女孩關在裏面一晚。如果女孩表現鎮定安詳，那麼便證明她是庫瑪麗。
加德滿都那位最高的庫瑪麗一旦確認，就要離開家，住在寺廟中。她平日走路都要坐神轎，雙足不能碰地。平日她閉門不出，只有在特殊的節日和時間段才會讓民眾前往膜拜並受她祝福。如果庫瑪麗出現初潮或流血，她就要退位。

## 退位後
傳統上，庫玛丽沒有受過教育，因為她被廣泛認為是無所不知的。
前庫玛丽每月從國家領取6,000盧比（約合80美元）的養老金。這是官方最低生活水準的兩倍，是尼泊爾人平均收入的四倍。有時她仍然被稱為庫馬里，而不是她的出生名字。當然，庫玛丽回歸平凡生活會遇到很大的困難。

## 神示
庫瑪麗在信眾前不輕易流露感情，如果她對信眾作出突然的行為或表情，那可能象徵著信眾的不幸。
- 突然嚎哭或大笑：重病甚至死亡

- 抽泣或揉眼睛：生病，瀕臨死亡

- 發抖：牢獄之災

- 拍手: 國王會有不測

- 動手抓食供品或禮物：破財